# Bọ dừa
Bọ dừa hay bọ cánh cứng dừa (tên khoa học: Brontispa longissima) là một loài bọ cánh cứng ăn các lá non của dừa và gây hư hại đọt dừa. Nó là loài gây hại nghiêm trọng gần đây đối với cây dừa ở nhiều nơi trong vùng Thái Bình Dương, đặc biệt trong ba mươi năm trở lại đây, gồm Indonesia, quần đảo Solomon, Việt Nam, Nauru, Campuchia, Lào, Thái Lan, Maldives, Myanma, Hải Nam (Trung Quốc), và quần đảo Aru, và gần đây nhất là Philippines.